# Вила-Нова-ди-Сервейра (район)
Ви́ла-Но́ва-ди-Серве́йра (порт. Vila Nova de Cerveira) — населённый пункт и район в Португалии, входит в округ Виана-ду-Каштелу. Является составной частью муниципалитета Вила-Нова-ди-Сервейра. По старому административному делению входил в провинцию Минью. Входит в экономико-статистический субрегион Минью-Лима, который входит в Северный регион. Население составляет 1264 человека на 2001 год. Занимает площадь 3,32 км².